# David DeCoteau
David DeCoteau (* 5. ledna 1962, Portland, Oregon, USA) je americko-kanadský režisér a producent nízkorozpočtových převážně homoerotických filmů s hororovou tematikou. Byly to zejména filmy Bratrstvo (The Brotherhood) a Voodoo Academy, které se setkaly s velkým zájmem fanoušků, většinou z řad gayů.

## Život a dílo
David DeCoteau má dvě státní občanství – kanadské a americké. Profesionálně začal pracovat v oblasti filmu ve svých osmnácti letech. První příležitost mu poskytl Roger Corman, který ho zaměstnal jako asistenta produkce ve firmě New World Pictures. V roli režiséra natočil DeCoteau svůj první film Totally Awesome v roce 1985. V roce 1986 režíroval a produkoval svůj první film Creepozoids – odkazující na ságu o Vetřelcích, v Česku uvedený pod názvem Pomsta vetřelce – pro další legendu nezávislého filmu, Charlese Banda. Ve spolupráci s ním tvořil ve společnosti Empire Pictures, později Full Moon Pictures zejména horory, sci-fi a akční snímky, jako např. sérii Mistr loutkář . V prosinci 1999 si založil vlastní produkční firmu Rapid Heart Pictures. K práci pro Charlese Banda se vrátil ještě v roce 2010 natočením desátého dílu série Puppet Master, s podtitulem Axis of Evil.
DeCoteau tvoří filmy žánru přezdívaného boxer shorts horror (volně přeloženo jako trenýrkový či boxerkový horor). Mnohé jeho příběhy jsou charakteristické inverzí klasického hororového schématu „dívka v ohrožení“. Místo ní ve filmech vystupují, většinou v roli sexuálního objektu, pohlední mladí muži, zobrazovaní často ve spodním prádle nebo plavkách. Ti jsou vystavováni hrozbám ďábelských nadpřirozených sil. Mezi klasiku jeho tvorby patří film Voodoo Academy (2000) a série filmů Bratrstvo (The Brotherhood) (2001-2009). Z novější tvorby lze zmínit např. i adaptace Poeových povídek The Raven (2007), Tajemství domu Usherů (House of Usher, 2008) nebo The Pit and the Pendulum (2009). V roce 2010 začal točit filmy zařazené do ambiciózní série 1313.
Při své tvorbě používal řadu uměleckých pseudonymů, např. Julian Breen, Ellen Cabot, Richard Chasen, David Doe, Eric Mancini, David McCabe, Jack Reed, Victoria Sloan, Martin Tate či Joseph Tennent. Po dvaceti letech života v Hollywoodu se přestěhoval do kanadského Montrealu. Pracoval mj. v USA, Kanadě, Jižní Africe, Spojeném království, Karibiku a Rumunsku.